# Campionati europei di karate 1981
La 16ª edizione del campionato europeo di karate si è disputata a Venezia nel 1981. Hanno preso parte alla competizione 245 karateka provenienti da 19 paesi.

## Campioni d'Europa

### Kata
| Categoria             | Vincitore |
| Individuale maschile  | Ruffini   |
| Individuale femminile | Sasso     |
| Squadre maschili      | Italia    |
| Squadre femminili     | Italia    |

### Kumite
| Categoria              | Vincitore        |
| Fino a 60 kg maschile  | Castellvi        |
| Fino a 65 kg maschile  | Roberto De Luca  |
| Fino a 70 kg maschile  | Thierry Masci    |
| Fino a 75 kg maschile  | Martinez         |
| Fino ad 80 kg maschile | Mossel           |
| Oltre 80 kg maschile   | Patrice Ruggiero |
| Open maschile          | Vic Charles      |
| Squadre maschili       | Francia          |